# Lévi ben Ábrahám
Lévi ben Ábrahám ben Hajjim (Villefranche-de-Conflent, 1240/1250 körül – Arles, 1315 után nem sokkal) középkori franciaországi zsidó teológus és tudós.
Enciklopédiát állított össze Livjat chén címmel, de a mű Széfer Ha-kólélként is ismeretes. Elsősorban Maimonidész arisztotelészi rendszerét követi, csak a Tóra történeti részeinek és az aggadának racionalisztikus értelmezésében mond újdonságokat. (Ezekért a vallásrombolónak tartott nézeteiért később Lévi ben Ábrahámot ki is átkozták a dél-franciaországi zsidó vallási vezetők.) Az enciklopédiának jelentős része a írt Montpellierben írt Széfer Ha-techúna ('A csillagászat könyve'), amely elsősorban Ábrahám ibn Ezra vélekedései nyomán halad.

## Kapcsolódó honlapok
- http://www.jewishencyclopedia.com/articles/9806-levi-ben-abraham-ben-hayyim